# Lammet & Grisen
Lammet & Grisen (ofta Lammet i folkmun) är en liten restaurangkedja i Sverige om två restauranger, en på Öland och en i Sälen. På Öland serveras helstekt lamm och gris och lamm som trancheras av kockarna i mitten av restaurangen. I Sälen serveras helstekt lammfilé, fläskfilé och oxfilé på samma sätt. Man kan själv välja hur stekt köttet ska vara, allt från blodigt och endast lätt brynt på ytan till välstekt.
Restaurangen på Öland byggdes 1969 av Jan och Bengt Richert på alvaret,57°10′33″N 16°56′25″Ö / 57.17589°N 16.94031°Ö, i närheten av Horns kungsgård, men efter en lång tvekan från myndigheterna angående byggnadstillstånd uppfördes restaurangen utan ett sådant. Lammet & Grisen blev känt som "det vita svartbygget på Öland" men det hindrade inte restaurangen från att bli en stor succé, och snart var ett retroaktivt byggnadstillstånd utfärdat. Långt därefter utökades Lammet & Grisen med en till restaurang i Sälen med samma namn. Restaurangerna ägs fortfarande av medlemmar i familjen Richert. 2005 tilldelades Lammet & Grisen i Sälen Årets vinlista av föreningen Munskänkarna, som följdes upp av utmärkelsen Årets vinkrog 2007. Man nominerades även till Stora Turismpriset 2007.